# Amo (Brunéi)
Amo es un mukim en el Distrito Temburong de Brunéi. Se encuentra ubicado en el sur del Distrito Temburong, bordeando Mukim Batu Apoi hacia el noreste, Sarawak (Malasia) al este y al sur, Mukim Bokok al oeste y Mukim Bangar hacia el noroeste.

## Áreas y divisiones
Amo incluye las siguientes áreas:
- Pekan Bangar Lama
- Pekan Bangar Baru
- Perkemahan Bangar
- Kampong Menengah
- Kampong Sungai Sulok
- Kampong Sungai Tanit
- Kampong Sungai Tanam
- Kampong Balayang
- Kampong Semamang
- Kampong Buang Bulan
- Kampong Belingus
- Kampong Batang Tuau
- Kampong Seri Tanjong Belayang
- Kampong Puni
- Kampong Ujong Jalan

- Datos: Q2490455
- Multimedia: Mukim Amo / Q2490455